# Angličtina s Hurvínkem
Angličtina s Hurvínkem je český loutkový televizní seriál z roku 2014. Jednalo se o volné pokračování seriálů Hurvínek na scéně z roku 2010. Seriál vznikl ve spolupráci s akreditovanými lektory angličtiny British Council.

## Synopse
Humorné příběhy oblíbené rodinky, ve kterých se děti hravě naučí anglická slovíčka a základní větná spojení.

## Přehled dílů
- 1. Poděkuj, popros, pozdrav!
- 2. Jak se jmenuješ? - What’s your name?
- 3. Číslovky - Numbers
- 4. Barvy duhy - Colours of a rainbow
- 5. Má rodina - My family
- 6. Domácí mazlíčci - Pets
- 7. Zvířecí farma - Farm animals
- 8. Dny v týdnu - Days of the week
- 9. Hračky - Toys
- 10. Pod mořem - Under the sea
- 11. Jídlo - Food
- 12. Přídavná jména - Adjectives
- 13. Divoká zvířata - Wild animals
- 14. Oblečení - Clothes
- 15. Určení místa - Prepositions of place
- 16. Moje ložnice - My bedroom
- 17. Myš v domě - A mouse in the house
- 18. Počasí - Weather
- 19. Roční období - Seasons
- 20. Co mám v tašce? - What have I got in my bag?
- 21. Schopnosti - Ability
- 22. Zvířata - Animals
- 23. Aktivity - Activities
- 24. Co s volným dnem - Weekend and holiday activities
- 25. Kolik je hodin? - What’s the time?
- 26. Ve městě - Around town
- 27. Odkud jsi? - Where in the world?
- 28. Výlet s překvapením - A trip to the country
- 29. Doktore, doktore! - Doctor, doctor!
- 30. Co víme o zvířatech - Finding out more about animals
- 31. Co doma? - At home again
- 32. Jak se máme chovat? - Rules
- 33. Vánoce u Spejblů - Christmas presents
- 34. Protiklady - Opposites
- 35. Co si obléknout - Clothes for different occasions
- 36. Jak sportovat - Sports and free time activities
- 37. Zvěřinec u Spejblů - Comparisons at the ZOO
- 38. Kde žijí zvířata - Where animals live
- 39. Spejblův tělocvik - Physical education
- 40. Co je nej... - Superlatives
- 41. 12 měsíců - Months
- 42. Škola - School
- 43. Maškarní večírek - A fancy dress party
- 44. Kudy kam - Directions
- 45. Hurvínek stůně - Giving advice for illness
- 46. Turistická prohlídka - Tourist attractions
- 47. Hurvínek na stopě - Describing pictures
- 48. Zimní sporty - Winter sports
- 49. Jdeme nakupovat - Shopping
- 50. Číslovky - Cardinal numbers
- 51. Čím kdo je - Jobs
- 52. Zázraky techniky - Technology
- 53. Z čeho to je? - Materials
- 54. Vesmír - Space
- 55. Zvířata jsou chlupatá - Animals body coverings
- 56. Monstra a superhrdinové - Monsters and superheroes
- 57. Dinosauři - Dinosaurs
- 58. Po stopách savců - Mammals
- 59. Piráti - Pirates
- 60. Chuť a hmat - Taste and texture